# IC 1582
IC 1582 — галактика типу Sbc (компактна витягнута спіральна галактика) у сузір'ї Кит.
Цей об'єкт міститься в оригінальній редакції індексного каталогу.